# Alexander McCulloch
Alexander McCulloch (* 25. Oktober 1887 in Melbourne, Victoria; † 5. September 1951 in Goring-on-Thames) war ein britischer Ruderer.

## Karriere
McCulloch wurde 1887 in Melbourne als Sohn von George McCulloch und Mary Agnes Smith geboren. Bereits in jungen Jahren wanderte er ins Vereinigte Königreich aus, wo er das Winchester College und später das University College besuchte.
1907 erreichte er im Einer bei der britischen Henley Royal Regatta den zweiten Platz. Im folgenden Jahr gewann er den Titel. Im April 1908 nahm er für das Team der Universität Oxford am Boat Race teil, verlor das Rennen jedoch gegen Cambridge. Drei Monate später startete er im Einer bei den Olympischen Spielen in London und gewann die Silbermedaille. 1912 erreichte er bei der Henley Royal Regatta erneut den zweiten Platz, doch eine Verletzung verhinderte seine Teilnahme an den Olympischen Spielen in Stockholm. Später war er auch als Rudertrainer tätig.
1901 unternahm er mit seinem Vater und dessen Freund, dem US-amerikanischen Maler John Singer Sargent, eine Angeltour nach Norwegen. Während dieses Urlaubs entstand das Gemälde On His Holidays, das den jungen McCulloch zeigt.
McCulloch war dreimal verheiratet. Seine erste Frau, Lesley, heiratete später Prinz Abdullah Ben Ayad, den Onkel des ägyptischen Königs Faruq.